# Guy Thys
Guy Thys (6 de desembre de 1922 - 1 d'agost de 2003) fou un futbolista i entrenador de futbol belga.

## Selecció de Bèlgica
Va formar part de l'equip belga a la Copa del Món de 1982 com a entrenador.